# البطولة الوطنية التونسية 1969–70
الدوري التونسي لكرة القدم 1969-1970 هو الموسم رقم 15 من الرابطة التونسية المحترفة الأولى لكرة القدم. أفضل 16 ناديا تونسيا يلعبون فيما بينهم ذهابا وإيابا.

فاز بهذا الموسم الترجي الرياضي التونسي، وجاء ثانيا النادي الأفريقي وثالثا النجم الرياضي الساحلي.